# Kaharlik
Kaharlik (en ucraïnès Кагарлик, en rus Кагарлык) és una ciutat de la província de Kíev, Ucraïna. El 2021 tenia 13.351 habitants.